# Nyctipolus
Nyctipolus — рід дрімлюгоподібних птахів родини дрімлюгових (Caprimulgidae). Представники цього роду мешкають у тропічних та субтропічних сухих лісах Південної Америки. Раніше їх відносили до роду Дрімлюга (Caprimulgus), однак за результатами низки молекулярно-генетичних досліджень їх було переведено до відновленого роду Systellura.

## Опис
Довжина тіла 19,5–21,5 см; вага тіла самців 32–42 г, самиць 32–50 г.

## Види
Виділяють два види:
- Дрімлюга траурний (Nyctipolus nigrescens)
- Дрімлюга бразильський (Nyctipolus hirundinaceus)